# Konstantin 1. af Grækenland
Konstantin 1., Hellenernes Konge (græsk: Κωνσταντῖνος Αʹ, Βασιλεὺς τῶν Ἑλλήνων; tr. Konstantínos Αʹ, Vasiléfs ton Ellínon) (2. august 1868 – 11. januar 1923), var konge af Grækenland 1913–1917 og 1920–1922.

## Biografi

### Fødsel og baggrund
Prins Konstantin blev født den 2. august 1868 i Athen i Grækenland som den ældste søn af den danskfødte kong Georg 1. og dronning Olga af Grækenland, der var født som storfyrstinde af Rusland. Gennem sin far var han dermed barnebarn af kong Christian 9. (kaldet Europas svigerfar) i hans ægteskab med prinsesse Louise af Hessen-Kassel, mens han gennem sin mor var barnebarn af storfyrst Konstantin Nikolajevitj af Rusland, tidligere vicekonge af Polen, i hans ægteskab med prinsesse Alexandra af Sachsen-Altenburg. Som kongens ældste søn var han tronfølger fra fødslen. Prins Konstantin havde syv yngre søskende: Georg, Alexandra, Nikolaos, Maria, Olga (der døde som spæd), Andreas og Christoffer.

### Opvækst
Kronprins Konstantin tilbragte sin barndom i Grækenland og voksede op sammen med sine seks søskende i Kongeslottet i Athen og på slottet Tatoi ved foden af Parnesbjergene lidt nord for Athen. Som forudsat i den græske forfatning, blev børnene opdraget i den græsk-ortodokse tro i modsætning til deres far, der var forblevet lutheransk. Han deltog som barn og ung ofte ved de store familiesammenkomster i Danmark på Fredensborg Slot, og ligeledes besøgte han ofte Rusland sammen med sin mor og søskende.

### Tidlige liv
Som tronfølger havde han titlen hertug af Sparta og ægtede 1889 kejser Wilhelm 2. af Tysklands søster, Sophie, med hvem han fik sønnerne Georg (f. 1890), Alexander (f. 1893) og Paul (f. 1901) og tre døtre. Han havde ledelsen af krigen mod tyrkerne marts—maj 1897, og dennes uheldige udfald skadede ham meget, men i en udførlig offentlig redegørelse stræbte han med held at lægge ansvaret andet steds, og i oktober 1900 blev han hærens øverstkommanderende. Han kunne dog ikke gennemføre en tilstrækkelig myndig reformpolitik, favoritvæsenet fortsattes. I august 1909 afsattes han ved en slags militært statskup og gik i landflygtighed. April 1910, da Venizelos var kommet til magten, vendte han tilbage, og ved sin ledelse af felttogene 1912—13 vandt han almindelig anseelse som feltherre.

### Første regeringsperiode
Den 5. marts 1913 besteg han tronen. Straks efter var det, at han ved nogle varme udtalelser om den græske hærs gæld til den tyske første gang kom i uoverensstemmelse med landets egentlige magthaver og vakte den uvilje hos vestmagterne, der blev skæbnesvanger under 1. verdenskrig. Man vidste, at hans uddannelse væsentlig havde været tysk, han skjulte ikke sin tro på, at Tyskland var uovervindeligt, og antoges også at mene, at det ville sejre. For så vidt han 1915—17 repræsenterede sin stat og sit folk, var han ganske berettiget til at protestere mod Ententemagternes suverænitetskrænkelser og hævde en væbnet neutralitet, men hans stilling svækkedes, fordi den hvilede på ukonstitutionel grund, og han mistænktes for at ville føre Grækenland over på Centralmagternes side. En tid lang vanskeliggjordes situationen yderligere ved kongens sygdom.

### Første eksil
Den 12. juni 1917 måtte han abdicere til fordel for sin næstældste søn og tog med sin ældste og sin yngste ophold i Schweiz, hvor fra han vedligeholdt forbindelse med den hjemlige opposition mod Venizelos. Da kong Alexander var død 25. oktober 1920, og prins Paul, som Venizelos ville have til hans efterfølger, vægrede sig ved at tage den plads, der tilkom hans fader, medmindre folket erklærede det for sit ønske, kom rigsdagsvalgene den 14. november til at stå for eller mod Konstantin, der nu fralagde sig al politisk tyskvenlighed og godkendte principperne i Grækenlands udenrigspolitik. At Konstantins tilhængere vandt 2/3 af rigsdagsmandaterne, skyldtes for en stor del tilfældige fordele, valgkredsordningen gav dem, men stemningsomslaget var nu i gang, og den påfølgende folkeafstemning viste et så overvældende flertal for den tidligere konge, at Venizelisternes beslutning om at holde sig borte ikke er tilstrækkelig forklaring.

### Anden regeringsperiode
Den 19. december modtoges Konstantin af sin jublende hovedstad. Hans fremtidige stilling måtte dog afhænge af, at Venizelos’ store udenrigspolitiske resultater ikke forspildtes. Ententemagterne anerkendte ham foreløbig ikke og vægrede sig ikke blot ved at tvinge tyrkerne til at fuldbyrde deres indrømmelser til Grækenland, men søgte endog på London-konferencen i marts 1921 at skaffe dem gunstigere kår. Det felttog, Grækenland nu åbnede på egen hånd for at hævde Smyrna-territoriet, gik i begyndelsen uheldigt. I juni drog Konstantin selv til Smyrna for at tage overkommandoen, og i juli vandtes store sejre. Over for terrænets vanskeligheder og tyrkernes sejhed gik felttoget dog snart i stå, og Konstantin vendte hjem for at søge ny udveje. Ethvert håb om at få virkeligt medhold hos nogen ententemagt skuffedes stadig. I eftersommeren 1922 svandt Konstantins sidste udsigt, idet også England modsatte sig Grækenlands forsøg på at hente erstatning for de lilleasiatiske uheld ved at rykke mod Konstantinopel, og en uventet, voldsom tyrkisk offensiv kastede de græske tropper tilbage mod Smyrna, der måtte opgives den 8. september. Da det truede med, at nederlaget også ville koste Grækenland det nyerhvervede Thrakien, udbrød der opstand i hæren og flåden, og tvungen af revolutionen i hovedstaden abdicerede Konstatin atter den 27. september til fordel for prins Georg.

### Andet eksil og død
Den 11. januar 1923 døde Konstantin 1. af et hjerteanfald på et hotel i Palermo på Sicilien blot 54 år gammel. Han blev begravet på den kongelige gravplads ved Tatoi, den græske kongefamilies gravsted ved slottet Tatoi nord for Athen, hvor en stor del af kongefamiliens medlemmer ligger begravet.

## Titler, prædikater og æresbevisninger

### Titler og prædikater

#### Fuld officiel titel som monark
Konstantins officielle titel i perioden som monark var:
- Hans Majestæt Konstantin 1., Hellenernes Konge[b][2]

### Æresbevisninger

#### Steder opkaldt efter Konstantin 1.
På Frederiksberg er Prins Constantins Vej navngivet efter Konstantin. Den ligger mellem Kong Georgs Vej og Mariendalsvej og krydser Dronning Olgas Vej.

## Fodnoter
1. 1 2 3  21. juli efter den julianske kalender, 2. august efter den gregorianske kalender. Kongeriget Grækenland anvendte den julianske kalender indtil år 1923.
2. ↑  græsk: Κωνσταντίνος Αʹ, Βασιλεύς των Ελλήνων, tr. Konstantínos Αʹ, Vasiléfs ton Ellínon

## Eksterne links
- Salmonsens Konversationsleksikon, 2. udgave, bind XIV, s. 452-453; opslag: Konstantin I

- Wikimedia Commons har flere filer relateret til Konstantin 1. af Grækenland